# Hermann Michalowski

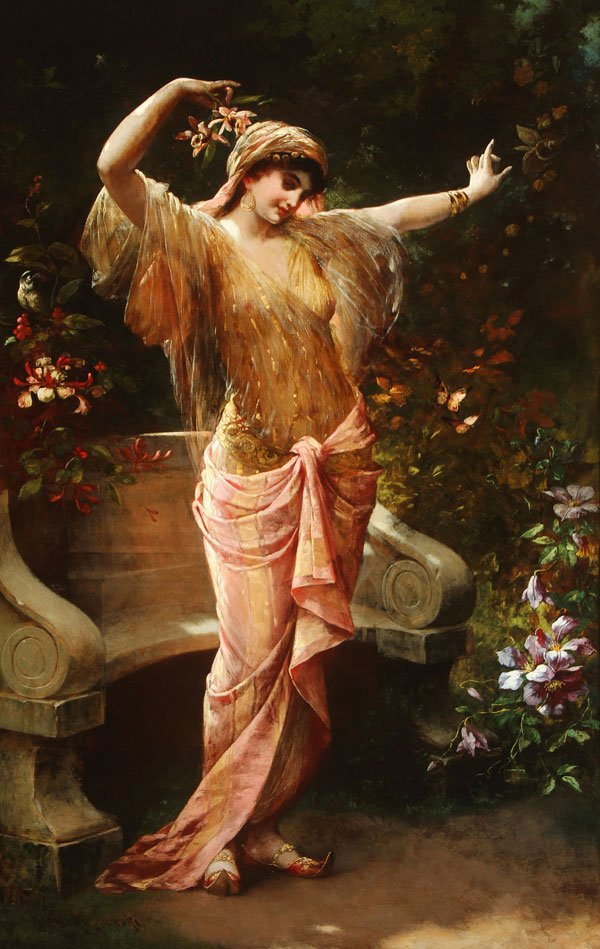
Schöne Araberin

Hermann Heinrich Albert von Michalowski (* 1. Januar 1860 in Berlin; † 28. September 1903 in Chicago) war ein in den Vereinigten Staaten tätiger deutscher Panoramamaler.
Geboren als das älteste von acht Kindern des Maschinenbauers Albert von Michalowski und dessen Ehefrau Mina Schmuck, heiratete er Marie Theresa Rombach.
Im Alter von 23 Jahren begann er am 26. Oktober 1883 sein Malerstudium an der Königlichen Akademie der Künste in München.
Im April 1885 kam er am Bord des Dampfschiffs „Fulda“ gemeinsam mit August Lohr aus München, Franz Rohrbeck aus Berlin, Friedrich Wilhelm Heine und Bernhard Schneider aus Dresden nach Amerika. Die Künstler wurden von William Wehner von der American Panorama Co. beauftragt, mindestens sieben Panoramabilder zu malen.
Michalowski ließ sich in Milwaukee nieder und besaß dort von 1889 bis 1990 und von 1891 bis 1893 ein Atelier. Neben Porträts schuf er Wandmalereien in zahlreichen Gebäuden von Milwaukee, darunter in der Residenz des Bierbrauers Emil Schandein. 1894 malte er zwei Altarbilder für die katholische St.-Bernhard-Kirche in Watertown, Wisconsin.
1895 siedelte er nach Chicago über. Am 20. Oktober 1896 erhielt er die US-amerikanische Staatsbürgerschaft. Er starb an Lungentuberkulose im Alter von 43 Jahren.